# Liste der Monuments historiques in Auchy-la-Montagne
Die Liste der Monuments historiques in Auchy-la-Montagne führt die Monuments historiques in der französischen Gemeinde Auchy-la-Montagne auf.

## Liste der Bauwerke
| Bezeichnung        | Beschreibung        | Standort                    | Kennzeichnung | Schutzstatus | Datum | Bild |
| ------------------ | ------------------- | --------------------------- | ------------- | ------------ | ----- | ---- |
| Ehemalige Schmiede | 18./19. Jahrhundert | 55 rue Yves Maréchal (Lage) | PA00114484    | Inscrit      | 1986  |      |

## Liste der Objekte
- Monuments historiques (Objekte) in Auchy-la-Montagne in der Base Palissy des französischen Kultusministeriums